# Temporada 1975 de las Grandes Ligas de Béisbol
La Temporada 1975 de las Grandes Ligas de Béisbol comenzó el 9 de abril y finalizó cuando Cincinnati Reds derrotó en 7 juegos a
Boston Red Sox en la Serie Mundial.
El Juego de las Estrellas fue disputado el 15 de julio en el Milwaukee County Stadium y fue ganado por la
Liga Nacional con un marcador de 6-3.

## Noticias y notas
- Frank Robinson se convirtió en el primer mánager de color en las Grandes Ligas. Él dirigió a Cleveland Indians.
- En el All-Star Break, hubo discusiones sobre la reelección de Bowie Kuhn. Charlie Finley, el dueño de Nueva York George Steinbrenner y el dueño de Baltimore Jerry Hoffberger formaban parte de un grupo que quería que se fuera.[1] Finley estaba tratando de convencer al nuevo dueño de los Texas Rangers Brad Corbett que la MLB necesitaba un comisionado más dinámico.[2] Durante la votación, Baltimore y Nueva York decidieron votar a favor de la reelección del comisionado. Además, hubo discusiones de expansión para 1977, con Seattle y Washington como las ciudades propuestas para la expansión.

## Premios y honores
- MVP
  - Fred Lynn, Boston Red Sox (AL)
  - Joe Morgan, CIN (NL)
- Premio Cy Young
  - Jim Palmer, Baltimore Orioles (AL)
  - Tom Seaver, New York Mets (NL)
- Novato del año
  - Fred Lynn, Boston Red Sox (AL)
  - John Montefusco, San Francisco Giants (NL)

## Temporada Regular
Liga Americana
| División Este     | División Este | División Este | División Este | División Este | División Este | División Este |
| Equipo            | V             | D             | CTE           | JD            | LOCAL         | VISITA        |
| ----------------- | ------------- | ------------- | ------------- | ------------- | ------------- | ------------- |
| Boston Red Sox    | 95            | 65            | 0.594         | —             | 47–34         | 48–31         |
| Baltimore Orioles | 90            | 69            | 0.566         | 4½            | 44–33         | 46–36         |
| New York Yankees  | 83            | 77            | 0.519         | 12            | 43–35         | 40–42         |
| Cleveland Indians | 79            | 80            | 0.497         | 15½           | 41–39         | 38–41         |
| Milwaukee Brewers | 68            | 94            | 0.420         | 28            | 36–45         | 32–49         |
| Detroit Tigers    | 57            | 102           | 0.358         | 37½           | 31–49         | 26–53         |

| División Oeste     | División Oeste | División Oeste | División Oeste | División Oeste | División Oeste | División Oeste |
| Equipo             | V              | D              | CTE            | JD             | LOCAL          | VISITA         |
| ------------------ | -------------- | -------------- | -------------- | -------------- | -------------- | -------------- |
| Oakland Athletics  | 98             | 64             | 0.605          | —              | 54–27          | 44–37          |
| Kansas City Royals | 91             | 71             | 0.562          | 7              | 51–30          | 40–41          |
| Texas Rangers      | 79             | 83             | 0.488          | 19             | 39–41          | 40–42          |
| Minnesota Twins    | 76             | 83             | 0.478          | 20½            | 39–43          | 37–40          |
| Chicago White Sox  | 75             | 86             | 0.466          | 22½            | 42–39          | 33–47          |
| California Angels  | 72             | 89             | 0.447          | 25½            | 35–46          | 37–43          |

Liga Nacional  
| División Este         | División Este | División Este | División Este | División Este | División Este | División Este |
| Equipo                | V             | D             | CTE           | JD            | LOCAL         | VISITA        |
| --------------------- | ------------- | ------------- | ------------- | ------------- | ------------- | ------------- |
| Pittsburgh Pirates    | 92            | 69            | 0.571         | —             | 52–28         | 40–41         |
| Philadelphia Phillies | 86            | 76            | 0.531         | 6½            | 51–30         | 35–46         |
| New York Mets         | 82            | 80            | 0.506         | 10½           | 42–39         | 40–41         |
| St. Louis Cardinals   | 82            | 80            | 0.506         | 10½           | 45–36         | 37–44         |
| Chicago Cubs          | 75            | 87            | 0.463         | 17½           | 42–39         | 33–48         |
| Montreal Expos        | 75            | 87            | 0.463         | 17½           | 39–42         | 36–45         |

| División Oeste       | División Oeste | División Oeste | División Oeste | División Oeste | División Oeste | División Oeste |
| Equipo               | V              | D              | CTE            | JD             | LOCAL          | VISITA         |
| -------------------- | -------------- | -------------- | -------------- | -------------- | -------------- | -------------- |
| Cincinnati Reds      | 108            | 54             | 0.667          | —              | 64–17          | 44–37          |
| Los Angeles Dodgers  | 88             | 74             | 0.543          | 20             | 49–32          | 39–42          |
| San Francisco Giants | 80             | 81             | 0.497          | 27½            | 46–35          | 34–46          |
| San Diego Padres     | 71             | 91             | 0.438          | 37             | 38–43          | 33–48          |
| Atlanta Braves       | 67             | 94             | 0.416          | 40½            | 37–43          | 30–51          |
| Houston Astros       | 64             | 97             | 0.398          | 43½            | 37–44          | 27–53          |

## Postemporada
|  | Campeonato de la Liga | Campeonato de la Liga | Campeonato de la Liga |   |    | Serie Mundial  | Serie Mundial | Serie Mundial |
|  |                       |                       |                       |   |    |                |               |               |
|  | Este                  | Boston Red Sox        | 3                     |   |    |                |               |               |
|  | Oeste                 | Oakland Athletics     | 0                     |   |    |                |               |               |
|  |                       |                       |                       |   | AL | Boston Red Sox | 3             |               |
|  |                       | NL                    | Cincinnati Reds       | 4 |    |                |               |               |
|  | Este                  | Pittsburgh Pirates    | 0                     |   |    |                |               |               |
|  | Oeste                 | Cincinnati Reds       | 3                     |   |    |                |               |               |

|                                       |
| Campeón Cincinnati Reds Tercer Título |

## Líderes de la liga

### Liga Americana
Líderes de Bateo 
| Categoría           | Jugador                     | Equipo  | Marca |
| ------------------- | --------------------------- | ------- | ----- |
| Porcentaje de bateo | Rod Carew                   | MIN     | .359  |
| Cuadrangulares      | George Scott Reggie Jackson | MIL OAK | 36    |
| Carreras Impulsadas | George Scott                | MIL     | 109   |
| Carreras Anotadas   | Fred Lynn                   | BOS     | 103   |
| Hits                | George Brett                | KCR     | 195   |
| Robo de Bases       | Mickey Rivers               | CAL     | 70    |

Líderes de Pitcheo 
| Categoría         | Jugador                   | Equipo  | Marca |
| ----------------- | ------------------------- | ------- | ----- |
| Victorias         | Catfish Hunter Jim Palmer | NYY BAL | 23    |
| Derrotas          | Wilbur Wood               | CHW     | 20    |
| ERA               | Jim Palmer                | BAL     | 2.09  |
| Ponches           | Frank Tanana              | CAL     | 269   |
| Entradas Lanzadas | Catfish Hunter            | NYY     | 328   |
| Juegos salvados   | Rich Gossage              | CHW     | 26    |

### Liga Nacional
Líderes de Bateo 
| Categoría           | Jugador       | Equipo | Marca |
| ------------------- | ------------- | ------ | ----- |
| Porcentaje de bateo | Bill Madlock  | CHC    | .354  |
| Cuadrangulares      | Mike Schmidt  | PHI    | 38    |
| Carreras Impulsadas | Greg Luzinski | PHI    | 120   |
| Carreras Anotadas   | Pete Rose     | CIN    | 112   |
| Hits                | Dave Cash     | PHI    | 213   |
| Robo de Bases       | Davey Lopes   | LAD    | 77    |

Líderes de Pitcheo 
| Categoría         | Jugador                    | Equipo  | Marca |
| ----------------- | -------------------------- | ------- | ----- |
| Victorias         | Tom Seaver                 | NYM     | 22    |
| Derrotas          | Rick Reuschel              | CHC     | 17    |
| ERA               | Randy Jones                | SDP     | 2.24  |
| Ponches           | Tom Seaver                 | NYM     | 243   |
| Entradas Lanzadas | Andy Messersmith           | LAD     | 321.2 |
| Juegos salvados   | Al Hrabosky Rawly Eastwick | STL CIN | 22    |